# Федотенко Руслан Вікторович
Руслан Вікторович Федотенко (18 січня 1979, м. Київ, УРСР, СРСР) — український хокеїст, лівий нападник. Виступав за різні клуби Національної хокейної ліги (НХЛ), в якій загалом провів 863 гри. Володар Кубка Стенлі (2004, 2009). У 2005 році здобув громадянство США. 11 жовтня 2016 року на сайті Асоціації гравців Національної хокейної ліги було повідомлено, що Руслан Федотенко вирішив припинити свою кар'єру хокеїста.

## Клубна кар'єра
Вихованець київської хокейної школи. На дорослому рівні провів 2 гри у складі київського «Сокола», у віці 16 років переїхав до Фінляндії, згодом до Канади і, урешті-решт, до США. Виступав у нижчих північноамериканських лігах.
Дебютував у НХЛ у складі Філадельфія Флайєрс 24 жовтня 2000 року у грі проти Нью-Йорк Рейнджерс. Першу шайбу в НХЛ закинув у ворота Баффало Сейбрс у своїй третій грі в лізі. За два роки перейшов до Тампа-Бей Лайтнінг у результаті складного обміну.
У складі команди з Тампа-Бей провів 4 сезони. В сезоні 2003—2004 виграв з командою Кубок Стенлі. У вирішальному, 7-му матчі фіналу плей-оф проти Калгарі Флеймс закинув вирішальну шайбу.
Сезон 2007—2008 років провів в Нью-Йорк Айлендерс. У липні 2008 року уклав однорічний контракт з Піттсбург Пінгвінс, у складі якого того ж сезону виграв свій другий Кубок Стенлі. У липні 2009 року продовжив свій контракт з командою ще на рік.
Останні два сезони провів у клубі АХЛ «Айова Уайлд».
У сезонах 2012/2013 та 2013/2014 Федотенко виступав за ХК «Донбас».
Граючи за збірну України, форвард брав участь в Олімпійських Іграх 2002 року в Солт-Лейк Сіті.

### Статистика клубних виступів
| Сезон        | Клуб                  | Ліга         | Регулярний сезон | Регулярний сезон | Регулярний сезон | Регулярний сезон | Регулярний сезон | Плей-оф | Плей-оф | Плей-оф | Плей-оф | Плей-оф |
| Сезон        | Клуб                  | Ліга         | І                | Г                | П                | О                | ШХ               | І       | Г       | П       | О       | ШХ      |
| ------------ | --------------------- | ------------ | ---------------- | ---------------- | ---------------- | ---------------- | ---------------- | ------- | ------- | ------- | ------- | ------- |
| 1995-96      | «Сокіл» (Київ)        | МХЛ          | 2                | 0                | 0                | 0                | 0                | —       | —       | —       | —       | —       |
| 1998-99      | «Сіу-Сіті Маскітірс»  | ЮСХЛ         | 55               | 43               | 34               | 77               | 139              | 5       | 5       | 1       | 6       | 9       |
| 1999-00      | «Трентон Тітанс»      | ІКХЛ         | 8                | 5                | 3                | 8                | 9                | —       | —       | —       | —       | —       |
| 1999-00      | «Філадельфія Фантомс» | АХЛ          | 67               | 16               | 34               | 50               | 42               | 2       | 0       | 0       | 0       | 0       |
| 2000-01      | «Філадельфія Фантомс» | АХЛ          | 8                | 1                | 0                | 1                | 8                | —       | —       | —       | —       | —       |
| 2000-01      | «Філадельфія Флайєрс» | НХЛ          | 74               | 16               | 20               | 36               | 72               | 6       | 0       | 1       | 1       | 4       |
| 2001-02      | «Філадельфія Флайєрс» | НХЛ          | 78               | 17               | 9                | 26               | 43               | 5       | 1       | 0       | 1       | 2       |
| 2002-03      | «Тампа-Бей Лайтнінг»  | НХЛ          | 76               | 19               | 13               | 32               | 44               | 11      | 0       | 1       | 1       | 2       |
| 2003-04      | «Тампа-Бей Лайтнінг»  | НХЛ          | 77               | 17               | 22               | 39               | 30               | 22      | 12      | 2       | 14      | 14      |
| 2005-06      | «Тампа-Бей Лайтнінг»  | НХЛ          | 80               | 26               | 15               | 41               | 44               | 5       | 0       | 0       | 0       | 20      |
| 2006-07      | «Тампа-Бей Лайтнінг»  | НХЛ          | 80               | 12               | 20               | 32               | 52               | 4       | 0       | 0       | 0       | 4       |
| 2007-08      | «Нью-Йорк Айлендерс»  | НХЛ          | 67               | 16               | 17               | 33               | 40               | —       | —       | —       | —       | —       |
| 2008-09      | «Піттсбург Пінгвінс»  | НХЛ          | 65               | 16               | 23               | 39               | 44               | 24      | 7       | 7       | 14      | 4       |
| 2009-10      | «Піттсбург Пінгвінс»  | НХЛ          | 80               | 11               | 19               | 30               | 50               | 6       | 0       | 0       | 0       | 4       |
| 2010-11      | «Нью-Йорк Рейнджерс»  | НХЛ          | 66               | 10               | 15               | 25               | 25               | 5       | 0       | 2       | 2       | 4       |
| 2011-12      | «Нью-Йорк Рейнджерс»  | НХЛ          | 73               | 9                | 11               | 20               | 16               | 20      | 2       | 5       | 7       | 8       |
| 2012-13      | «Донбас»              | КХЛ          | 33               | 8                | 10               | 18               | 22               | —       | —       | —       | —       | —       |
| 2012-13      | «Філадельфія Флайєрс» | НХЛ          | 47               | 4                | 9                | 13               | 12               | —       | —       | —       | —       | —       |
| 2012-14      | «Донбас»              | КХЛ          | 46               | 7                | 10               | 17               | 42               | 13      | 0       | 6       | 6       | 35      |
| 2014-15      | «Айова Вайлд»         | АХЛ          | 13               | 3                | 0                | 3                | 6                |         |         |         |         |         |
| 2015-16      | «Айова Вайлд»         | АХЛ          | 16               | 0                | 4                | 4                | 8                |         |         |         |         |         |
| Всього в НХЛ | Всього в НХЛ          | Всього в НХЛ | 863              | 173              | 193              | 366              | 472              | 108     | 22      | 18      | 40      | 66      |

## Виступи за збірну
Виступав у складі збірної команди України у 1997 році в рамках чемпіонату світу (7 ігор, 3 закинутих шайби) та у 2002 році на Олімпійських іграх (2 гри).

## Особисте життя
Сьогодні Руслан Федотенко живе у м. Тампа на Флориді (США) разом з дружиною Деббі та трьома пасинками, Кайлом, Дереком та Ларкіном. Дідусь хлопців грав у хокей, і вони троє теж люблять цю гру. Проте Кайл відмовився від хокею на користь навчання у коледжі. Дерек виступає у третьому дивізіоні за команду Університету св. Томаса у Міннесоті, а Ларкін — зірка університетської команди Денвера.